# 当众亲热

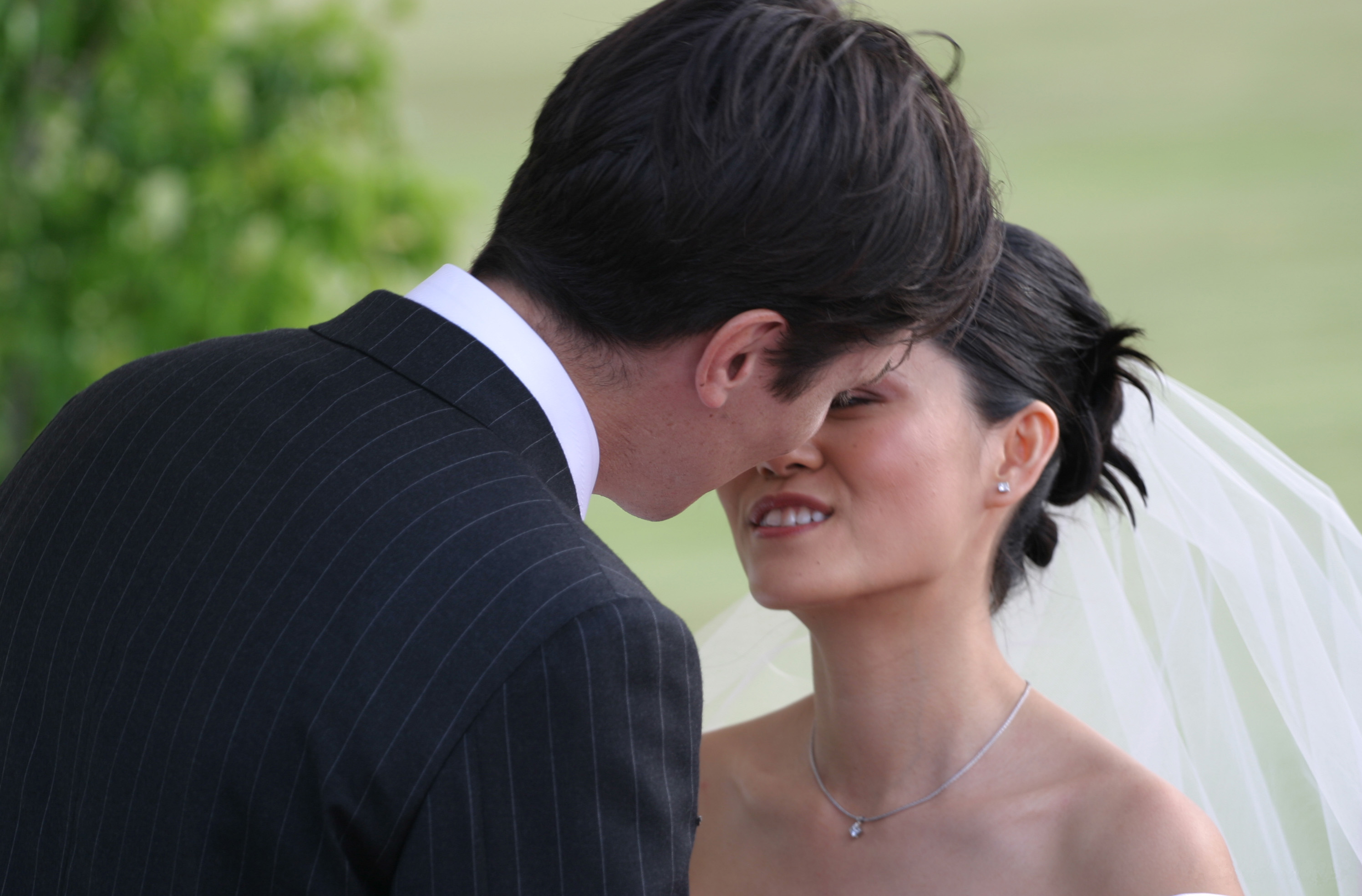
在婚禮中夫妻的接吻

当众亲热（英语：Public display of affection）也稱為公開表達情感或公開表示愛意，是指人與人之間在公開場合以親密的身體接觸表達愛意。大衆對公開場合可接受的身體親密程度視文化及情形而定。比起在私人場所中，在公開場合（例如路邊）的亲热舉動比較容易遭受反對。有些組織針對公開場合的不同亲热舉動加以規範和限制。而在公開場合的一些身體親密行為是違反法律的。
當某組親密關係在該文化中的接受度較低（例如同性戀或跨民族戀情），也較容易在當眾親熱時遭受批評。
身體親密可以定義為「任何為了喚起雙方之間的愛而有的舉動」。

## 對浪漫關係的影響

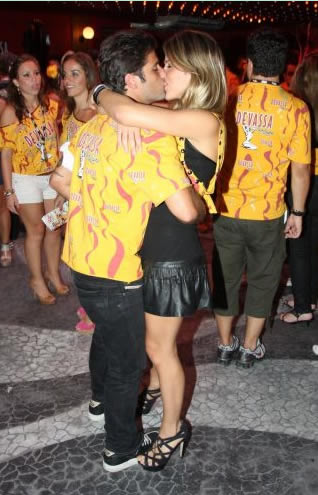
一對巴西演員夫妻Bruno Gagliasso及Giovanna Ewbank在跳舞時公開的接吻及擁抱，拍攝於2010年

許多研究指出肢體親密和浪漫關係中的正面結果有關。例如肢體親密和依附情结及心理親密的建立有關。肢體親密曾分為七類：包括牽手、摟抱、按摩、撫摸、親吻臉頰、擁抱以及嘴對嘴的接吻。其中除了牽手及撫摸外，其餘的肢體親密和關係及伴侣的滿足感有正面影響。

## 社群媒體
若要向別人表達自己的感受，以前需要透過寫信、打電話或是面對面的方式說明。不過在現代化的社會中，像Facebook及Twitter等社群媒體的使用相當普及，Facebook的用戶有17億人，Twitter的用戶也有5億人。有關用戶在Facebook上關係的研究指出，若二個對彼此有好感的人有固定使用Facebook，其關係的進展方式會和沒有社群媒體的情形不同。在二個人相遇，而且對彼此有興趣之後，其中一個人會（或是二個人都會）瀏覽對方的Facebook頁面，並且知道像是關係狀態、照片或興趣等資訊。在二個人開始談戀愛後，有些情侶會在Facebook上用貼文、或是二人的合照來表示他們已在交往中，並且也會修改關係狀態。
一個人如何在社群媒體上表達他和伴侶之間的感情，也可以看出其人格以及關係的穩固程度。若與戀人頻繁地用不同的社群媒體進行互動，表示其關係升溫，而若互動程度有限，表示其關係疏離或是降溫。某一個研究指出若一個人關注其關係狀態，以及一些公開的情感表達（例如貼文有關與戀人的活動，或是他們彼此之間的感受），這個人對其伴侶會比較有佔有欲。
有研究發現黃金時間電視節目中的女性若體型較瘦，相當容易表現其肢體魅力。即使是電視製作人，也會依演員的外貌而刻意的去調整其表達情感的方式，這和社會的接受程度有關，也會影響觀眾的觀賞。不論電視上的刻板印象如何，二個人在公開表達情感的頻率以及強度會隨他們的文化背景以及其他人對他們的認知而定，其中包括年齡層、人種、性別和其在社群媒體上和關係有關的主要活動有關。

## 青少年
曾遍認為在青少年時期，家庭以外的社交關係越來越重要。社會學家已經針對幾個基本的社會過程進行研究，而發展心理學家則進行了許多青少年關係的研究以及理論建立。有更多的研究是針對特定的青少年行為，已經證實可以透過關係的變量（包括情感表達方式）來預測這些行為。
情感或是親密關係中引用了在關係中的行為模式，包括對於依戀的主觀評估。這些行為模式是讓青少年發展非父母關係的許多影響因素中的一部份。許多社會學家已經研究了範圍更廣的性別關係領域，只是許多關鍵研究是針對前青少年期及青春期初期。這些研究的重要之處是強調這些早期關係的特徵，而且即使是戀愛這種強烈的個人感受，也是社會所建構的。青少年對這些關係的認知及行動，都大幅的受到和其他男孩或是女孩談話互動的影響。此時會出現一些具體的規則（一個人應該永遠和別人相愛，同時和多個人約會是不對的，異性戀是唯一可接受的戀愛選項），而八卦或是其他社會制裁就會以這些規則為中心，進行非正式的社會控制。
研究後來轉向到青春期初期，此時的青少年已開始趨於穩定（Going steady），針對此時期的研究有助於實際找到此階段關係本質上的特徵。不過研究中描述這些關係是膚淺的，以不實際的理想期待為基礎。而且青少年希望在人群中有良好互動的渴望會壓抑親密關係的建立。趨於穩定是青少年社交禮儀中的限制因素。
下表是美國的青少年有同族裔伴侶時，會使用各種表達愛意方式的機率；當兩人為不同族裔時，機率會較低。
| 行為                                     | 百分比 |
| ---------------------------------------- | ------ |
| 牽手                                     | 89.90  |
| 和其他人說他們已經交往                   | 85.76  |
| 只有情侶二人約會                         | 78.00  |
| 和其他人一起活動                         | 78.40  |
| 見對方的家長                             | 75.91  |
| 贈送禮物                                 | 72.08  |
| 接受伴侶的禮物                           | 76.25  |
| 告訴對方自己對他的愛                     | 82.05  |
| 伴侶表示他對自己的愛                     | 79.69  |
| 認為他們兩人是天造地設的一對             | 90.88  |
| 親吻                                     | 91.56  |
| 觸摸伴侶衣服內（或是沒有衣服包覆）的部位 | 62.78  |
| 觸摸伴侶的性器官                         | 53.68  |
| 進行性行為                               | 42.40  |

男孩和女孩在這些階段都開始和其他人建立浪漫關係的過程，而男孩的調整會簡單很多，在本質上就是將其主導型的互動風格（源於和同儕的互動）轉換到和異性互動的新關係中。当众亲热有助於以社會可接受的方式，證明這種主導型互動風格的轉移。在同性別以及混合性別中溝通過程的研究證實了此一見解。不過雖然在混合性別中看到的行為和情侶有些類似之處，但親密的二人世界和混合性別的一群人還是不同的社會文本。因此，有另外一個假說是說，女性以往有許多表達自己情感的經驗（在其同儕團體中），而男性不像女性有這麼多表達情感的經驗，因此進入異性戀的交往時需要以更大的步伐來跨越。例如看了一下畢業紀念冊上學生彼此的留言，其中可以觀察到男生和其他男生的對話（例如「你這個差勁的摔跤選手」）以及對心儀對象的的對話（例如，「妳在好多方面都美的無與倫比，我需要花一輩子的時間才能全部告訴妳」）。相反的，女孩對同儕及對伴侶的語言，不論形式上及內容都很類似。甚至可以說浪漫情境讓女孩們有表達她自己的唯一機會，更廣泛的來說，在這種親密互動中，男孩比女孩更會依賴這種關係，女孩除了對男朋友外，對同性密友可以有親密的談話以及社會支持。

## 各地情形

### 歐洲及北美
在大部份西方世界，像是歐洲、澳洲、紐西蘭、加拿大及美國，常會見到人們在公眾場合牽手、擁抱，偶爾也有親吻的情形。不過一般是不接受在公開場合有過份直率的行為（例如進行性行為），親吻比較常出現在成人的夜生活中，例如在夜店等。

### 印度
在印度不允許当众亲热的行為。親吻及擁抱也是禁忌，不過允許同性之間的肢體接觸。根據印度刑法典第294条，由於「淫穢行為」造成他人困擾屬於刑事犯罪，需處以最多三個月的徒刑或是罰金，也可能兩者都罰。因為此法案沒有具體的定義何為「淫穢行為」，常常會被地方法院或是警察濫用來騷擾情侶。在2007年時，演員李察·基爾在新德里的AIDS意識活動中親吻了希爾柏·謝迪，因此印度法院就對其發出了逮捕令。人們燒掉了李察·基爾和希爾柏·謝迪的像，因為他們以「性挑釁」的方式公開擁抱。這類騷擾約會情侶的案例也受到越來越多年輕印度人的尖銳批評，他們認為需要調整大眾對約會以及当众亲热的想法。在過去，警察團體的攻擊也成為情侶在慶祝情人節時的困擾。不過慶祝情人節的情侶越來越多，因此這類的攻擊騷擾已無法達到阻止情侶的效果。因為以前世代的社會規範已漸漸放鬆，因此在印度較年輕族群中越來越容易看到公開表達情感的情形。喀拉拉邦在2014年11月有舉行公開親吻及擁抱的活動（稱為2014年愛的親吻抗議) ，抗議道德警察的相關管制行為。

### 儒家文化圈
中國在傳統上有「男女授受不親」的傳統，因此傳統上是反對情侶当众亲热。目前的態度多半仍不鼓勵情侶公開的擁抱或是熱吻，有些認為會造成旁人的尷尬，或是讓其他單身的人感受不佳。
在台灣，曾有大學試圖阻止學生在宿舍擁抱親吻，但被學生批評。若情侶躺在火車座椅上親熱或是將手伸入對方衣著內愛撫，則會遭民眾偷拍上網公審，並被記者發佈為新聞。
日本傳統上比較少有当众亲热的情形。日本家庭在見面或是道別時，多半都是彼此鞠躬。在日文文化中，耻感是影響個人行為很大的因素，因此大家都會努力設法不要丟臉。因此，日本人很在意別人怎麼看他，包括朋友、同事、家人，甚至是陌生人。公開表達情感的傾向主要會受到文化的影響。因此在公眾場合，除了握手外很少有更親密的肢體互動，也不可能有亲吻再见的舉動。

### 穆斯林國家
当众亲热不符合這些地方的文化以及習俗，不過接受程度因各國而不同。公德法律不允許当众亲热。依照在不同國家的行為情形不同，可能會有嚴重的罰金。
印度尼西亞是全世界穆斯林人口最多的國家。穆斯林習俗以及伊斯蘭教的傳統也越來越受到重視，當地將当众亲热視為是禁忌。熱吻「最重可判有期徒刑五年或2.5億印尼盾（美金29000元）」。
根據美國國務院的資料，到杜拜的旅客曾經因為有人公開接吻而入獄。2009年時，一對英國情侶因為在杜拜公開接吻，坐牢三個月後驅逐出境。有一對未婚的印度情侶因為在迪拜計程車中接吻及擁抱，計程車司機直接將車開到警察局，後來情侣坐牢一年。親吻視為是「違反公共道德的行為」。
在伊朗有越來越多人牽手，在大城巿以及年輕的族群中更是如此。